# Cuphead
『Cuphead』（カップヘッド）は、カナダのインディーゲームデベロッパー・StudioMDHRにより開発された2Dアクションシューティングゲーム。ストーリー展開はオリジナルなものであるが、全体的には1930年代を中心とするアメリカン・アニメーションの黄金時代のアニメーション映画をモチーフとしており、ギャグ・絵本などの要素も取り入れられている。
本作は2017年9月29日よりMicrosoft Windows 10とXbox One向けにリリースされた。レトロで可愛らしい絵柄の反面、難易度が高いことで人気を博し、発売から2週間で100万本以上売り上げ、2017年12月までの販売数は200万本、2019年9月末には500万本を超えたと発表された。2018年10月19日にはmacOS版が発売。2019年4月18日にはNintendo Switch版が発売され併せて他機種でも日本語に対応。2020年7月29日にはPlayStation 4版が発売された。Studio MDHRは2020年7月時点での世界累計販売本数が600万本を超えたと発表した。
DLC含有版の本編ディスクに関しては2022年にXbox One(海外のみ),PS4,Nintendo Switchに発売された。

## 概要
本作はカップ頭の兄弟である2人の少年・カップヘッドとマグマンを主人公としており、プレイヤーはカップヘッドたちを操作しゲームを進む。グラフィックスは1930年代のアニメーション映画をイメージしており、手描き・手塗りの作風、コミカルで激しく動くキャラクターたち、豊かでユーモラスなキャラクターの表情のほかに、黄ばんだフィルムにかかったホコリやシミなどの模様、映写機から発した独特なノイズ音、ジャス・ブルース風などのBGMや挿入歌を使用するような工夫も施される。
ゲーム全体は「インクウェル島」I~III（Inkwell Isle）及び「インクウェルヘル」（Inkwell Hell）の4つのエリアに分けられ、ステージはマップ上の様々な場所に分布している。ステージはボス戦だけの「ボスステージ」、雑魚キャラとゴールドコインが多数存在する「ラン&ガンステージ」及び聖杯を狙うオバケを撃退して「必殺技」を獲得する「霊廟ステージ」の3種類が存在し、さらにボスステージの中には「地上ステージ」と「飛行機ステージ」の2種類がある。ステージクリアにより橋などの通路が出現しマップ上での移動範囲が広くなり、1エリア内の霊廟ステージ以外の全てのステージをクリアしないと次のエリアに進むことはできない。霊廟ステージ以外をクリアする時に「ゲーム時間」「残りHP」などのデータ及びランク評価が表示され、最終ボスのデビルとの対決の前提である「タマシイの契約書」をもらえる（難易度「シンプル」以外を選択した場合）。マップ上には様々なキャラクターがあり、彼らとの会話などによりヒントやゴールドコインなどを獲得することができる。また、各エリア内に「ポークリンド雑貨店」があり、そこでゴールドコインを使い、様々なアイテムを購入することができる。購入したアイテムを装備することにより、HPが増えたり、様々な形態の弾を発射することができる。弾を発射する以外に、ピンク色のものを踏み台ジャンプして打ち消す「パリィ」（Parry）というアクションがある。パリィを成功させると必殺技ゲージのカードが貯まり、それを使って様々な必殺技を発動することができる。
全体的にボスステージが約75%を占め、その中、許容ミス数が少ない上に敵からの攻撃が密集しているため、難易度が高いゲームと見なされる。ボスたちは体力の低下に伴い、第二・第三の形態へ次々と変身し、攻撃の仕方も変わる。大半のボスステージでは難易度について、1周目に各ステージに「シンプル」と「レギュラー」の2種類があり、2周目以降は「エキスパート」を選択することもできる。ただし「シンプル」を選択する場合はステージクリアしても「タマシイの契約書」をもらうことができない。プレイヤーは基本的にステージごとにHPを３持ち、残存量は左下と右下に表示される。ステージ内の回復や中間再開ポイントは一切なく、HPが尽きて死亡した場合はステージの最初からやり直しになる。リトライダイアログでは敵キャラの一言と各プレイヤーの進捗状況が表示される。なお、2人プレイの場合は片方だけが死亡しても継続となり、一定の時間内なら生存しているプレイヤーがパリィを行うとHP１の状態で復活させることもできる。同じステージで何度死んでも次のステージの体力値に影響することはない。
本作のキャッチコピーは「Don't Deal with the Devil」（悪魔と取引するな）。エンディングにはデビルとの決戦があるハッピーエンドとデビルとの決戦がないバッドエンドの2種類があり、最終ステージ冒頭のプレイヤーの選択により分かれる。
本作のダウンロードコンテンツ「The Delicious Last Course」が2022年6月30日に配信。
本作を元にしたアニメシリーズ『ザ・カップヘッド・ショウ!』は2022年にNetflixで配信された。

## ストーリー
Don't Deal with the Devil
むかしむかし、インクウェル島という魔法の島に、カップヘッドとマグマンという2人の兄弟とケトルじいさんが暮らしていた。ある日、2人はケトルじいさんの忠告を破り、デビルのカジノに入ってしまう。
そこで連勝し、気を良くしているとオーナーであるデビルが現れ、「もし自身との賭けに勝てたらこのカジノの金品は全てくれてやる。ただしお前たちが負けたらタマシイを頂く」と賭けを持ちかけられる。
金に目が眩んだカップヘッドはサイコロを振ってしまい、賭けに負けてしまう。何か別の方法で支払いができないかと命乞いする2人にデビルは、「明日の夜12時までにカジノから逃げ出した債務者全員のタマシイを取り立てろ」と命じた。
デビルにカジノから追い出された2人は大急ぎでケトルじいさんの元へと向かい、自分たちの命を賭けた大冒険へと旅立つ。
The Delicious Last Course
カップヘッドとマグマンが新たな仲間であるミス・チャリスによってDLC島に導かれる。彼女は霊体であるがクッキーを食べさせる事で入れ替わる形で一時的に蘇生できる。そんなチャリスを永久的に蘇生すべくシェフ・ソルトベイカーが作れるワンダー・タルトの材料を求め島中の悪党達と戦う。

## 登場キャラクター

### 主要キャラクター
カップヘッド（Cuphead）
本作の主人公で、頭部がマグカップの少年。赤い鼻を持ち、頭の赤いストローが曲がっている。長袖の黒いシャツと赤いハーフパンツを着ており、両手に白い手袋をはめている。ボス戦が始まる前にパンツを引き上げる動作、もしくはストローから頭の液体を吹きこぼしながら気合いを溜めるような動作をする。
賭けを持ちかけたデビルの言葉に目が眩んで負けてしまい、マグマンと債務者のタマシイの取り立てに行くことになる。
マグマン（Mugman）
カップヘッド双子の弟。頭の青いストローが真っすぐであり、青い鼻はカップヘッドのより大きい。長袖の黒いシャツと青いハーフパンツを着ており、兄と同様に白い手袋をはめている。2Pプレイの時、2P側はこのキャラクターを使う。ボス戦が始まる前にストローを引っ張って頭の液体を飲むような動作、またはふざけた表情で上半身を左右に振り回す動作をする。
賭けには乗り気ではなかったが、金に目が眩んだカップヘッドがサイコロを振ってしまい、自身も泣く泣くカップヘッドと債務者のタマシイの取り立てに行くことになる。
ケトル爺さん（Elder Kettle）
体全体が薬缶である、杖をついた老人。いつもカップ頭の兄弟を見守っている。
デビルの賭けに負けた兄弟に魔法の水を与え、自身はデビルに対抗する術を捜索するため助力する。
伝説の聖霊チャリス（Legendary Chalice）/ミス・チャリス（Ms. Chalice）
聖杯の姿をした精霊。霊廟ステージのお化けを退治した後にテーブルの上に置かれる聖杯から出現し、カップヘッドたちに新しい必殺技を与える。
「The Delicious Last Course」では、ミス・チャリスとしてカップヘッド兄弟に同行する。お守り「幽界クッキー」を装備すると操作可能で、2段ジャンプ、突撃パリィ、無敵ロールが可能。
ポークリンド（Porkrind）
各エリアにあるポークリンド雑貨店の店主で、黒い眼帯を着用したオスのブタ。
シェフ・ソルトベイカー（Chef Saltbaker）
「The Delicious Last Course」に登場する塩入り瓶のシェフ。カップヘッド達にワンダー・タルトについてを教えたが、実は幽界の力を得るべく彼らの魂をタルトの隠し味として狙っている。

### デビルのカジノ
デビル（The Devil）
「インクウェルヘル」にあるデビルのカジノのオーナー。2本の角が生える黒い毛むくじゃらの風貌を持つ。カップヘッドたちが自身の持ちかけた賭けに負けた後、彼らに命を助ける代わりに他の債務者たちのタマシイを取り立てろと命じた。
キングダイス（King Dice）
デビルの側近で、「インクウェルヘル」にあるデビルのカジノの支配人。頭はサイコロそのものであり、紫色のタキシードと大きな蝶ネクタイを着用する。各エリアの最後のチェックポイントに出現し、カップヘッドたちの仕事の進み具合をチェックする。9組の手下がいる。
ビンカラトリオ（Tipsy Troop）
マティーニが入ったカクテルグラス、ウイスキーのガラス瓶とラム酒を注いだタンブラーグラスの3体からなるお酒の兵隊。
チップス・ベティガン（Chips Bettigan）
積み上げた11個のカジノチップ。テンガロンハットをかぶっている。
ミスター・スモーキー（Mr. Wheezy）
巨大な葉巻。灰皿から出現する。
ピップ&ドット（Pip and Dot）
ブランコをこぐドミノの夫婦。
ウサダ二世（Hopus Pocus）
シルクハットの中から出現する白ウサギのマジシャン。
フィアーラップ（Phear Lap）
空飛ぶ円盤に乗る競走馬の骸骨。
ピルーエッタ（Pirouletta）
ルーレットのバレリーナ。絶えずにバレエを踊る。
マンゴスチン（Mangosteen）
空を飛ぶビリヤードの8番ボール。口と目がある。
ミスター・チャイムズ（Mr. Chimes）
クレーンゲームのクレーンにぶら下がるサルのぬいぐるみ。手にシンバルを持っている。

### 債務者たち
インクウェル島Iのボス達
コンサイ一家（The Root Pack）
畑に出現する怒りんぼポテトのソル・スパッダー、泣き虫オニオンのオリー・ブルフ、サイキッカーニンジンのチャンシー・ショントネからなる根菜3人組。
プルプ・ル・グラン（Goopy Le Grande）
水滴の形をしたスライムに似た生き物。跳ね回りながら移動し、ボクシンググローブのような形になって殴りつけてくる。
一定のダメージを与えると薬剤を飲み、巨大化する。さらに一定のダメージを与えると死亡し、墓に潰されるが、その墓が動いて攻撃を仕掛けてくる。
ヒルダ・バーグ（Hilda Berg）
空を飛ぶツェッペリンの魔女。一輪車に乗り、雲を纏う事で星座の元となる存在の姿に変わる。追い込まれると巨大な月に姿を変える。
キャグニー・カーネーション（Cagney Carnation）
2枚の手の形の葉っぱを持つカーネーション。初見は可愛らしい姿だが、戦闘になると体が刺々しく、目つきが悪くなり凶暴になる。
地中に根っこが張っているため移動できないが、マシンガンや二本足になるなど姿がめまぐるしく変わる。
追い込まれると地中の根っこを地上に出し、行動を大きく制限させてくる。
リビー&クロークス（Ribby and Croaks）
カエルのボクサーの兄弟。
いつも2匹が一緒で行動し、それぞれ違う攻撃を同時に仕掛け、追い詰めて行くと合体し巨大なスロットマシーンになる。
このキャラクターはチャドがシリー・シンフォニーの『子守歌』からアイデアを得ており、多くのモーションはストリートファイターシリーズに出てくるキャラクターをオマージュしている。
インクウェル島IIのボス達
レディ・ボンボン（Baroness Von Bon Bon）
生きているお菓子の城「Whippet Creampup（ホイペット・クリームパップ）」の女主人。キャンディケインから発砲したり、何度も再生できる首を投げつけてくる。ゴブストッパー、キャンディコーン、マフィン、ガムボールマシン、ワッフルの5人の手下がいる。
道化師ベッピ（Beppi The Clown）
遊園地の中に住むピエロ。甲高い笑い声の持ち主で、様々な遊具に乗ったり変身したりして攻撃する。
大魔神ジーミ（Djimmi The Great）
空を飛ぶアラブ人風のランプの精のような魔人。頭にターバンを巻いている。ファラオの棺に変身したり、カップヘッドを模した人形を操ったり、巨大化して襲い掛かる。
グリム・マッチスティック（Grim Matchstick）
高い塔に棲むドラゴン。火を噴き出すことができるがその影響で口内を火傷している為、どもりがちな喋り方をする。追い込まれると首が3つに増える。
このキャラクターはチャドが「『ロックマン2 Dr.ワイリーの謎』のメカドラゴンへのオマージュを込めている」とインタビューで語っている。
オオトリ・ワシノスケ（Wally Warbles）
鳩時計に住むオスの鳥。卵を吐いたり、顔を指に変えて銃弾を3発を放つなど激しい猛攻を仕掛ける。頭脳派な息子が1羽いる。息子を倒されても、重傷を負ってナースの恰好をした鳥に担架で運ばれながらも、戦闘を継続する。
インクウェル島IIIのボス達
ルーモア・ハニーボトムズ（Rumor Honeybottoms）
蜂の巣会社の社長である女王蜂。魔法で攻擊したり、自身に催眠術をかけて戦闘機へ変身することで襲い掛かる。配下にミツバチの警備員と多数の蜂の会社員がいる。
塩ひげ船長（Captain Brineybeard）
大きな船に乗る海賊。口笛でイカやサメを呼ぶことができる。
舞台女優サリー（Sally Stageplay）
金髪の舞台女優。日傘を持っている。
ヴェルナー伍長（Werner Werman）
ドイツ訛りの軍事マニアのネズミ。空き缶で作られた戦車を操縦する。
カール博士のロボット（Dr. Kahl's Robot）
巨大な鉄鋼製のロボット。カール博士はその頭の中から全身を操縦し、ロボットの体内から様々な武器を放出する。
カラ・マリア（Cala Maria）
海から出現する巨大な人魚。髪はタコである。海に潜って大きな魚を持ち出したり、タツノオトシゴ、亀やハリセンボンなどを呼び出してくる。戦闘が進むとメドゥーサのような姿になり、石化攻撃をするようになる。
幽列車（Phantom Express）
死者だけを運ぶ列車。最後尾からの順に4体の怪物が棲んでいる。
ブラインド・スペクター
最後尾車両に潜む幽霊。頭の真ん中に穴が空いているのに対し、手のひらに目玉がある。
ティー・ボーン
車掌帽をかぶったがしゃどくろ。頭とその両手が車両の屋根を破って出現する。
ブレイズブラザーズ
ろくろ首のような一対のピストンが車両の屋根を破って出現する。稲妻を吐き出す。
ヘッド・オブ・ザ・トレイン
朧車のように、顔が付いた蒸気機関車。通常はただの機関車として幽列車を牽引しているが、戦闘時は客車を切り離して4本の足を伸ばし、動物のように走って追ってくる。

### DLC島の悪党たち
山男イワフマン（Glumstone The Giant）
山のような巨体と長い白髭を生やした巨人。無数のノームが援護し、最終的には体内で戦うことになる。
虫魂トリースカ組（Moonshine Mob）
密造酒の密輸入を手掛ける昆虫のギャング。ギャングとアリの警官隊の衝突の真っ只中で戦うことになり、幹部達が入れ替わっていく。このボスだけ偽の「KNOCKOUT!」（Aが抜けている）が表示されるが、この際「ノックアウト！」と叫んでいるのはボスのメガホンを持ったカタツムリである（開始時のアナウンスもよく聴くと担当している）。本物の「A KNOCKOUT!」の時はいつものアナウンサーが咳払いの後に宣言する。
咆哮飛行隊（The Howling Aces）
犬の空軍部隊。飛行機の上で戦うこととなる。マッチョなブルドッグ獣人、4匹の子犬たち、女性サルーキ獣人で構成されている。
凍尋坊モーティマー（Mortimer Freeze）
カルト教団を率いる魔法使い。雪や氷の怪物と一体化し、襲いかかってくる。
エスター・ウィンチェスター（Esther Winchester）
牝牛のカウガール。シューティングで戦うこととなる。

## ステージ構成
インクウェル島1
野原や森林が広がるエリア。カップヘッドとマグマンが住む家がある。
- ボタニカル・パニック（Botanic Panic）
- 悪だくみのぬかるみ（Ruse of an Oose）
- 危険なツェッペリン（Threatenin Zeppelin）
- 烈花の如く（Floral Fury）
- ふっかけ酒場の大乱闘（Clip Joint Calamity）
- 森の迷宮（Forest Follies）
- 樹上迷惑（Treetop Trouble）
- 霊廟I（Mausoleum I.）

インクウェル島2
訪れる者を楽しませる遊園地のエリア。
- お菓子の国のシェイクダンス（Sugarland Shimmy）
- お祭り騒ぎ大騒ぎ（Carnival Kerfuffle）
- 魔のピラミッド（Pyramid Peril）
- ワクワク火あそび（Fiery Frolic）
- 鳥獄事件！（Aviary Action）
- 遊園地フィーバー（Funfair Fever）
- びっくりハウスでフラフラ（Funhouse Frazzle）
- 霊廟II（Mausoleum II.）

インクウェル島3
建物が立ち並ぶ都会のエリア。
- 蜂の巣新聞社（Honeycomb Herald）
- 撃ち放題盗り放題（Shootin N' Lootin）
- 劇場の激情（Dramatic Fanatic）
- チュウ兵隊（Murine Corps）
- 踊る廃品工場（Junkyard Jive）
- 潮騒ぎ空騒ぎ（High Seas Hi-Jinx）
- 怒りのレイルロード（Railroad Wrath）
- デコボコ山脈（Rugged Ridge）
- ピア・サッカーナ（Perilous Piers）
- 霊廟III（Mausoleum III.）

インクウェルヘル
デビルが経営する「デビルのカジノ」があるエリア。
- 賭けの行方（All Bets are Off）

1. 酒
2. カジノチップ
3. 葉巻
4. ドミノ
5. トランプ
6. 競馬
7. ルーレット
8. ビリヤード
9. クレーンゲーム+神経衰弱

- ワン・ヘル・オブ・ア・タイム（One Hell of a Time）

「ボタニカル・パニック」「魔のピラミッド」「劇場の激情」の3ステージではプレーヤーの選択により、ボスが通常の変化とは異なる形態に変身する隠しステージがある。
インクウェル島4
DLCの舞台となる孤島。他の島から渡し舟で来訪できる。
- 山あり谷あり巨人あり（Gnome way out）
- 闇の酒蔵ブギウギ（Bootleggr boogie）
- 鉄ワン空中対決（Doggone dogfight）
- 奇々怪々銀世界（Snow cult scuffle）
- 真昼のモー喧嘩（High-noon hoopla）
- 来たれ、甘美なる晩餐の時よ（A dish to die for）
- チェス・キングの入城（The King's leap）

## アイテム
ショット・お守り
「ポークリンド雑貨店」でコインと引き換えに入手できる。出てくる順番はある程度決まっている。すべてのコインを集めればちょうど全部入手できる。
ショット
ミズデッポウ（Peashooter）/ メガブラスト（Mega Blast）
直進弾。癖のない直進ショットで、威力は中程度。EXショットではヒットする弾を直線状に発射する。
スプレッド（Spread）/ シホウハッポウ（Eight Way）
5WAY弾。射程は短いが敵との距離が近いほどダメージを与えやすく、威力はどの弾も同じ。EXショットはプレーヤーを中心にした8WAY弾。
チェイサー（Chaser）/ カオスオービット（Chaos Orbit）
ホーミング弾。一番近い敵に向かってホーミングするが攻撃力は低い。EXショットはプレーヤーの周りを旋回する弾を4発発射する。敵にあたるまで消滅しない。
オトシダマ（Lobber）/ シャボンダマ（Kablooee）
バウンド弾。地面を2回はねて消滅し、バウンドの高さはショット発射位置から地面の落差に比例する。威力は高いが連射性能は低い。EXショットは何かに当たると破裂する弾。
チャージ（Charge）/ 爆裂ショット（Radical Barrage）
高威力のチャージ弾。ショットボタンを押しっぱなしでチャージし、ショットボタンを離すかダッシュすることで発射。EXショットはプレーヤーの近くに爆発を発生させて広範囲にダメージを与える。
ブーメラン（Roundabout）/ ジャンボリバウンド（Jumbo Rebound）
ブーメラン弾。発射後に反対方向に向きを変えるショット。連射するとランダムに上下数ドット軌道がずれる。EXショットはプレーヤーに当たるか7HITしない限り消滅しない、多段HITする弾を発射する。
パラパラショット（Crackshot）/ P・ランチャー（P・Turret）
DLCで追加。高速で真っ直ぐに敵をホーミングし、一度だけ軌道を変える。EXショットは土星型の弾が敵にホーミング弾を発射し、パリィするとミサイルとなって垂直に飛ぶ。
ビリビリショット（Converge）/ デンゲキボルト（Electro-Bolt）
DLCで追加。画面端まで届く3WAY弾。EXショットは一直線に太めのレーザーを放つ。
クルクルショット（Twist-up）/ タツマキサイクロン（Cyclone Spiral）
DLCで追加。斜め上に大量の小型竜巻を飛ばす。EXショットは渦を描くよう動く大きな竜巻を発生させる。
お守り
ハート（Heart）
HPを1追加するかわりにショットダメージ減少（約5%）。
コーヒー（Coffee）
時間経過でスーパーゲージが増加するようになる。
ピンクシュガー（P.Sugar）
ジャンプ中、パリィ可能時に一度だけ自動でパリィしてくれる。
ツインハート（Twin Heart）
HPを2追加するかわりにショットダメージ減少（約10%）。
ケムリ玉（Smoke Bomb）
ダッシュ時に終わり際までの完全無敵時間が付く。
シャープナー（Whetstone）
パリィ動作に攻撃判定が付き、通常の敵にダメージを与えられるようになる。威力は16。
幽界クッキー（Astral cookie）
DLCで追加。カップヘッド、マグマンの代わりにチャリスを操作できる。なお2人同時になることはできず、その場合チャリスになれなかった方のプレイヤーに専用モーションが流れる。
壊れた器物（Broken relic）
DLCで追加。ある条件を満たすと呪われし器物に変化する。
呪われし器物（Cursed Relic）
DLCで追加。HPが1になり、ショットがランダムで切り替わるがコーヒー、ケムリ玉、シャープナー、ハートの指輪の効果を持つ。ある条件で聖なる器物に変化する。
聖なる器物（Divine Relic）
DLCで追加。聖なる器物と同じ効果だがHPが減らない。
ハートの指輪（Heart ring）
DLCで追加。1、3、6回目のパリィ成功時にHPを1増やす。
必殺技
各エリアの霊廟（Mausoleum）をクリアすると装備できるようになる。
必殺技（Super Art）
エナジービーム（Energy Beam）
前方に幅の広いビーム攻撃。
ムテキ（Invincibility）
カップから出る演出の後、約5秒間程無敵化。
ジャイアントゴースト（Giant Ghost）
ムキムキのゴーストを実体化し、触れたものにダメージを与える。最後にパリィ可能なハートが出る。
チャリス専用の必殺技
きりもみシューター（Spiral pillar）
縦方向にビーム攻撃。
おねがいシールド（Shield pal）
一回だけダメージを無効化。
あやかしボンバー（Ghostly barrage）
横前後に大量の霊力を発射する。最後にパリィ可能な槍が出る。
飛行機
シューティングステージではショット・必殺技が固定になる。
機銃
機銃を連射する。チャリスは3方向に発射できる。
EX機銃
貫通する大型ミサイルを発射する。
ボム
前方に爆弾を投下する。チャリスは小型だが連射できる。
EXボム
誘導マグネットを多数発射する。
シュリンク
短射程の機銃を連射する。
必殺技
特大の爆弾に変身し、敵に接触するか一定時間経つと大爆発。

## 開発
本作はカナダ人の兄弟、チャド・モルデンハウアーとジャレッド・モルデンハウアーによるゲームデベロッパー・スタジオMDHRの最初の作品であり、アニメーション効果を製作した時はジェイク・クラークも参加した。2010年ごろから、オークビル及びレジャイナにある兄弟それぞれの家で、Unity上で開発され始めた。本作はフライシャーとウォルト・ディズニーのアニメ映画及びアブ・アイワークス、グリム・ナットウィック、ウィラード・ボウスキーらのアニメーターから影響を受けている。チャドはフライシャー・スタジオを「自分のアート・スタイルの磁北極」と評価しており、特に同スタジオの「破壊的かつ超現実主義的な」要素を追求している。
モルデンハウアー兄弟は少年時代に、レジャイナの家でVHSなどで1930年代のカートゥーンを多く見たことがあった。2人はこれに着想を得、2000年に本作に似たようなゲームを開発しようとしたが、必要なツールがないため続けなかった。しかし、2010年にリリースされた『Super Meat Boy』の大成功を受け、2人は再び挑戦し始めた。カップヘッドの原型は1936年の日本のアニメ映画、『オモチャ箱シリーズ第3話 絵本一九三六年』に登場した臼の頭を持ち、戦車に変身した男に由来すると思われる。モルデンハウアー兄弟によると、彼らはこのキャラクターに奇妙な感じを覚え、「これだ」とこのアニメを熱心に研究した。カップ頭の主役を決めた前に、2人はシルクハットをかぶるカッパ頭、皿の頭やフォーク頭などを含め、約150種類のキャラクターを作り出し、その中から選ぼうと言われる。
本作のアニメーション技法は1930年代のアニメ映画そのものに酷似しており、アニメーションのフレームレートも24fpsとされているが、ゲームプレイのフレームレートは60fpsである。兄弟のうち、チャドは過去にグラフィックデザイナーの仕事をしたことがあるので、彼は手作業でこのゲームのアニメーションと水彩画風の背景を描き、そしてAdobe Photoshopで色付けをした。その作画枚数は実に45000枚以上に及び、「最も多く手描きセル画を使用したゲーム」としてギネス世界記録に認定された。一方、ジャレッドは主に作画以外の部分に取り組むが、チャドとゲームプレイのデザインについて議論することはよくある。また、兄弟はスタジオを立ち上げた後、ルーマニアからゲームクリエーター、ブルックリンからアニメーターをそれぞれ1人雇った。そして1930年代に開発されることをほうふつさせるために、地元のオンタリオの1人のジャズ・ミュージシャンの曲をアナログ方式で録音した。
モルデンハウアー兄弟によると、本作はプロットよりもゲームプレイに重点を置かれたため、難しい「レトロゲーム」のコアを有している。『Kill Screen』は本作のクリエーターたちを「アニメーション・裏技・当たり判定というシューティングゲームの基本原理に執着している」と評価した。開発プロセスにおいては、開発者たちは足場の端でのゲームプレイがどのように進めることや、プレイヤーがミスをした後の無敵時間の長さなど、多くのゲームプレイ要素に対して改訂を行なった。また、クリエーターたちはステージに3つの難易度設定を可能にし、さらに伝統的な「DID」なプロットを放棄し、カップヘッド自分自身が全てのトラブルを起こすようなストーリー展開にした。本作は将来、ボス戦の数を30以上にする計画があり、現在のギネス世界記録に記載される「1つのシューティングゲーム内にあるボス戦の数」である25を破ろうとしている。なお、限られた人数と資金でゲームの制作とビジュアルデザインを完成させるのはStudioMDHRの最大の課題であったため、モルデンハウアー兄弟は自分たちの家を抵当に入れ、融資を受けたこともあった。

## 評価・受賞
映画・ゲームなどのレビューサイトであるMetacriticによると、本作は主にポジティブな評価を受けていることがわかっている。また、いくつのメディアからも、本作の難しさがうかがえる。
| 年度 | 賞                                 | カテゴリ                       | 結果 | 参考資料      |
| ---- | ---------------------------------- | ------------------------------ | ---- | ------------- |
| 2017 | ゴールデンジョイスティックアワード | ベストビジュアルデザイン       | 受賞 | [ 37 ]        |
| 2017 | ゴールデンジョイスティックアワード | ベストXboxゲーム               | 受賞 | [ 37 ]        |
| 2017 | ザ・ゲームズ・アワーズ2017         | ベストアートディレクション     | 受賞 | [ 38 ] [ 39 ] |
| 2017 | ザ・ゲームズ・アワーズ2017         | ベストインディーズゲーム       | 受賞 | [ 38 ] [ 39 ] |
| 2017 | ザ・ゲームズ・アワーズ2017         | ベストデビューインデーズゲーム | 受賞 | [ 38 ] [ 39 ] |
| 2017 | IGNベスト・オブ・2017賞            | ベストXbox Oneゲーム           | 受賞 | [ 40 ] [ 41 ] |
| 2017 | IGNベスト・オブ・2017賞            | ベストアートディレクション     | 受賞 | [ 40 ] [ 41 ] |

## 関連商品
The Art of Cuphead
Studio MDHR著 Dark Horse Books社発行、2020年3月17日。ISBN 978-1506713205
ハードカバー製の公式アートブック。各キャラクターやステージのラフスケッチ、背景美術などが264ページにわたり掲載されている。『Limited Edition』には布製スリップケースなどの限定付属品が同梱される。